# Беатрис I (графиня Бигорра)
Беатрис I (фр. Béatrix Ire, окс. Beatritz Ièra; ок. 1064 — после 1095) — графиня Бигорра с 1077 года, дочь графа Бигорра Бернара II и его второй жены Этьеннетты (Дульсы).

## Биография

### Правление
Беатрис родилась около 1064 года. В 1077 году, в 13-летнем возрасте, при посредничестве епископа Тарба Понса она была выдана замуж за виконта Беарна Сантюля V Молодого. В 1080 году умер её единокровный брат, граф Бигорра Раймон II, и Беатрис стала его наследницей.
Об этом периоде жизни Беатрис известно мало. Когда дела привели её в долину Бареж, она едва не подверглась насилию со стороны местных жителей: её спасло лишь вмешательство нескольких уважаемых лиц. В качестве наказания барежцы были обязаны предоставлять 40 заложников каждый раз, когда графиня или члены её семьи прибывали в долину.
В браке у Беатрис родились двое сыновей. Сантюль управлял Бигорром до своей гибели в 1090 году. Беарн унаследовал Гастон IV, сын Сантюля от первого брака, а Бигорр достался Бернару III, малолетнему сыну Беатрис и Сантюля. Регентом при нём была мать. Какие владения достались младшему сыну, Сантюлю, неизвестно, но позже он наследовал в Бигорре бездетному брату.
Во время малолетства сына Беатрис пришлось защищать владения от постоянных набегов соседей. Чтобы получать помощь от населения долины Бареж, ей пришлось отменить решение о представлении заложников, к которому население долины было принуждено ранее.
В 1091 году Беатрис с Бернаром III подтвердили союз Сан-Север-де-Ростан с аббатством Сен-Виктор-де-Марсель. 14 октября 1095 года она присутствовала при освящении церкви в Сен-Пе-де-Женере, после чего вместе с пасынком Гастоном подтвердила все привилегии, предоставленные аббатству её предшественниками.
После 1095 года упоминания о Беатрис исчезают. Вероятно, она умерла вскоре после начала Первого крестового похода.

### Брак и дети
Муж: с 1077 года — Сантюль V Молодой (ум. 1090), виконт Беарна с ок. 1058 года, граф Бигорра с 1077 года. Детьми от этого брака были:
- Бернар III (умер в 1113), граф Бигорра с 1090 года
- Сантюль II (умер в 1128/1130), граф Бигорра с 1113 года.